# Taryn Woods
Taryn Nadine Woods, född 12 augusti 1975 i Sydney, är en australisk vattenpolospelare. Hon ingick i Australiens damlandslag i vattenpolo vid olympiska sommarspelen 2000.
Woods spelade sju matcher och gjorde tre mål i den olympiska vattenpoloturneringen i Sydney som Australien vann. Även kusinen Bronwyn Mayer ingick i det vinnande laget.
Woods är dotter till vattenpolospelaren och -tränaren David Woods och syster till Gavin Woods som ingick i herrlandslaget vid OS 2000 och 2004.